# العضلة الدوارة الكيميائية

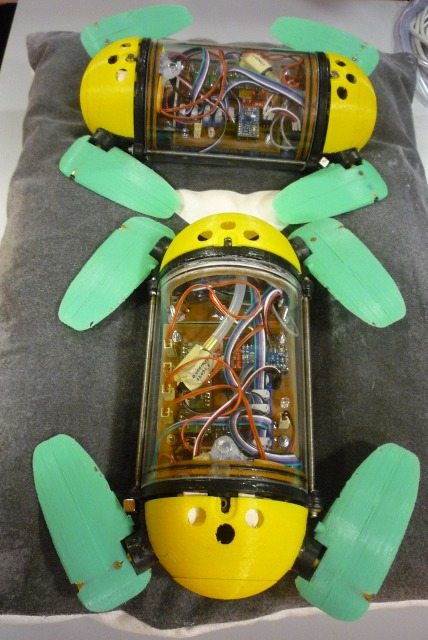

العضلة الدوارة الكيميائية هي اختراع مسجل باسم روبرت س. ميكلسون مصمم الآلة الحشرية المجنحة، هذه العضلة عبارة عن محرك دوار ولكنه يتحرك نتيجة لتفاعل كيميائي دون الحاجة إلى إشعال أو احتراق للوقود ويمكنها أن تعمل في جو خال من الأكسجين. كما يمكن لهذه العضلة بدورانها أن تولد كميات صغيرة من الكهرباء كافية لتشغيل بعض الأجهزة الدقيقة التي تحملها هذه الحشرة الألية.